# Controversia sobre los másteres de Taylor Swift

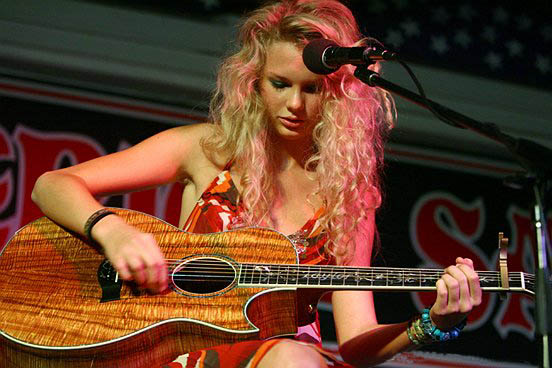
Taylor Swift (en la foto de 2006) firmó su contrato discográfico con Big Machine Records en 2005, a los 15 años, cediendo la propiedad de los másteres de sus primeros seis álbumes de estudio al sello discográfico.

En junio de 2019, la cantautora estadounidense Taylor Swift entró en disputa con su antiguo sello discográfico, Big Machine Records, su fundador Scott Borchetta y su nuevo propietario Scooter Braun, por la propiedad de los másteres de sus primeros seis álbumes de estudio. Fue una disputa muy publicitada que atrajo amplia atención y cobertura mediática.
Swift firmó un contrato discográfico con Republic Records en noviembre de 2018 después de que expirara su contrato con Big Machine. Los principales medios de comunicación informaron en junio de 2019 que Braun compró Big Machine de Borchetta por 330 millones de dólares, financiado por varias firmas de capital privado. Braun se había convertido en propietario de todos los másteres, vídeos musicales y obras de arte con derechos de autor de Big Machine, incluidos los primeros seis álbumes de estudio de Swift. En respuesta, Swift dijo que había estado tratando de comprar los másteres durante años, pero Big Machine había ofrecido condiciones desfavorables y sabía que el sello se los vendería a otra persona, pero no esperaba que Braun fuera el comprador, recordándolo como un «matón incesante y manipulador». El expresidente de Big Machine, Scott Borchetta, dijo que Swift había declinado la oportunidad de comprar los másteres y desacreditó las afirmaciones de Swift.

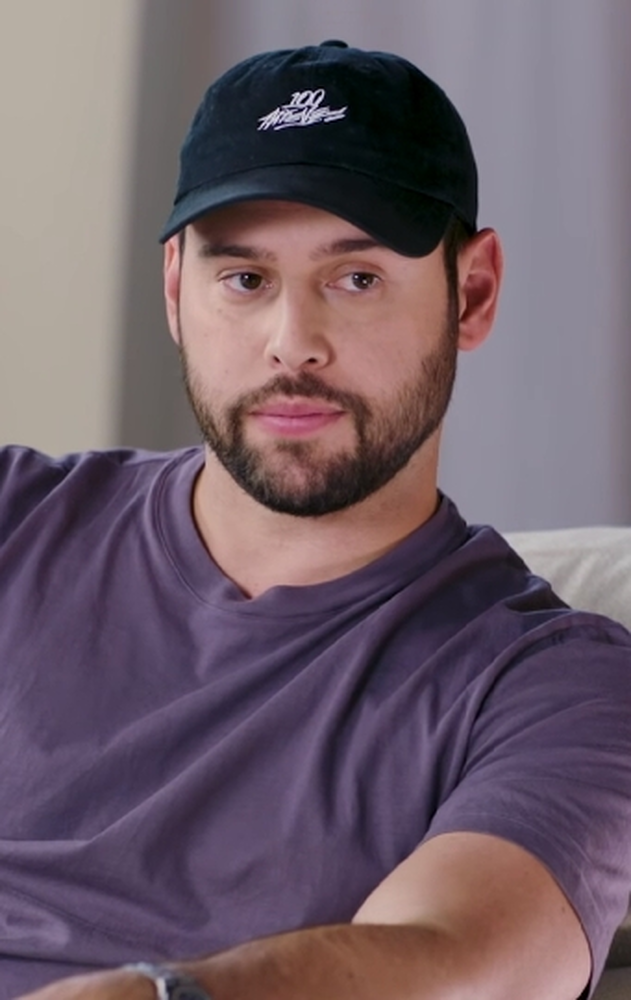
Scooter Braun (en la foto de 2020) compró Big Machine en 2019 y se convirtió en propietario de los másteres de los primeros seis álbumes de Swift, que luego vendió a Shamrock Holdings en 2020.

En consecuencia, Big Machine y Swift se vieron envueltos en una serie de desacuerdos que provocaron mayores fricciones; Swift alegó que el sello le impidió usar su música para los Premios American Music de 2019 y el documental Miss Americana (2020), mientras que Big Machine lanzó Live from Clear. Channel Stripped 2008 en 2020, un trabajo inédito de Swift, sin su aprobación. Swift anunció que volvería a grabar los seis álbumes para obtener la propiedad total de ellos. En octubre de 2020, Braun vendió los másteres a la firma de inversión de la familia Disney, Shamrock Holdings, por 405 millones de dólares con la condición de que siga beneficiándose de los másteres. Swift expresó su desaprobación nuevamente, rechazó la oferta de Shamrock de una Sociedad de negocios y lanzó los álbumes regrabados a través de Republic, con éxito comercial y de crítica, rompiendo múltiples récords de ventas, transmisión y listas. Swift fue la cantante con mayores ingresos de 2021 por ello.
Varios músicos, periodistas, políticos y académicos apoyaron la postura de Swift, lo que provocó un discurso sobre los derechos de los artistas, la propiedad intelectual, el capital inversión y la ética en la industria musical. Las publicaciones describieron su respuesta y su decisión de volver a grabar como medidas influyentes, alentando a nuevos artistas a negociar una mayor propiedad de su música. iHeartRadio, la cadena de radio más grande de Estados Unidos, proclamó que reemplazará las versiones anteriores en su transmisión con pistas regrabadas de Swift. Billboard nombró a Swift la mejor estrella del pop de 2021 por los resultados exitosos y sin precedentes de su aventura discográfica. Desde entonces, Braun ha expresado su arrepentimiento por la compra de los másteres de Swift y de Big Machine en general, y posteriormente vendió todo su holding, Ithaca, a Hybe Corporation.
La controversia finalizó el 30 de mayo de 2025, cuando Taylor Swift expresó en un comunicado oficial a través de su página web la compra de sus másteres originales a Shamrock Holdings, permitiéndole tener derecho total sobre sus seis primeros álbumes.

## Antecedentes
Un máster es la primera grabación de una grabación de audio, de la cual se hacen copias para la venta y distribución. El propietario del máster, por lo tanto, es propietario de todas las copias, como las versiones digitales para descargar o en plataformas de transmisión, o las versiones físicas disponibles en CD y discos de vinilo. Cualquiera que desee reproducir un registro debe pedir permiso al propietario principal. Antes de la aparición de las plataformas de música digital, los músicos dependían de los sellos discográficos para promover sus medios musicales, como la reproducción en la radio o la distribución física a los minoristas. Estos sellos normalmente exigirían a los artistas que firmen contratos de grabación que les otorgarían los derechos de sus másteres «a perpetuidad».
En 2005, la cantante y compositora estadounidense Taylor Swift firmó un contrato discográfico de 13 años con Big Machine Records, un sello discográfico con sede en Nashville dirigido por Scott Borchetta. El contrato le dio a Big Machine los derechos de los primeros seis álbumes de Swift a cambio de un anticipo en efectivo. De 2006 a 2017, Swift lanzó seis álbumes de estudio con Big Machine: Taylor Swift, Fearless, Speak Now, Red, 1989 y Reputation.
En noviembre de 2018, el contrato expiró y Swift firmó un nuevo contrato con el sello discográfico Republic Records de Universal Music Group. Variety informó que hasta ese momento el catálogo de Swift constituía alrededor del 80 % de los ingresos de Big Machine. Swift reveló un elemento como parte de su contrato de Republic Records que afectó a todos los artistas de Universal: cualquier venta de las acciones de la compañía en Spotify (la plataforma de transmisión de música a pedido más grande) resultó en equidad para todos los artistas de Universal. El contrato con Republic Records también le permitió a Swift poseer por completo los másteres de los álbumes distribuidos por ellos, comenzando con su álbum Lover de 2019.

## Disputa

### Adquisición de Big Machine Records
En 2019, Big Machine Records, que lanzó los primeros seis álbumes de estudio de Swift, fue adquirido (supuestamente por $ 300 millones) por el gerente de talentos y empresario Scooter Braun y su compañía Ithaca Holdings. La adquisición fue financiada por Carlyle Group y varias otras firmas de capital privado. Como parte de la adquisición, la propiedad de los másteres de los primeros seis álbumes de estudio de Swift se transfirió a Braun.
El 30 de junio, el día del anuncio de Big Machine, Swift denunció la adquisición en Tumblr. Dijo que había intentado comprar sus másteres durante años, pero que no se le dio la oportunidad a menos que firmara otro contrato, lo que no estaba dispuesta a hacer. Aunque sabía que Big Machine estaba a la venta, dijo que no sabía que Braun sería el comprador, a quien describió como un «matón manipulador e incesante»: «Esencialmente, mi legado musical está a punto de caer en manos de alguien que intentó desmantelarlo». Acusó a Borchetta de traicionar su lealtad por vender su catálogo a Braun, a quien Borchetta había conocido por su «intimidación» hacia Swift.
En respuesta, Borchetta hizo una publicación en su blog titulada «Es hora de algo de verdad» en el sitio web de Big Machine. El 25 de junio de 2019, los accionistas de Big Machine e Ithaca Holdings de Braun realizaron una llamada telefónica sobre la transacción. Si bien el padre de Swift, Scott Swift, era uno de los accionistas minoritarios de Big Machine (con el 4 % de las acciones), no se unió a la llamada telefónica debido a un acuerdo de confidencialidad «muy estricto». Se llevó a cabo una última llamada el 28 de junio, cuando Scott Swift estuvo representado por un abogado de la empresa gestora de Swift, 13 Management.
Borchetta dijo que le había enviado un mensaje de texto a Swift el 29 de junio, desafiando su afirmación de que ella no había estado al tanto de la transacción de Braun de antemano. Negó que Swift hubiera sido hostil hacia Braun, a quien describió como una «buena fuente de información». También publicó un mensaje de texto que alegó que Swift había enviado antes de firmar con Republic Records; en el mensaje, Swift dijo que aceptaría otro contrato de siete años con Big Machine con la condición de que se hiciera cargo de sus obras audiovisuales. Borchetta estuvo de acuerdo, pero pidió un contrato de diez años. No se ha verificado la autenticidad del mensaje de texto.

### Controversias posteriores

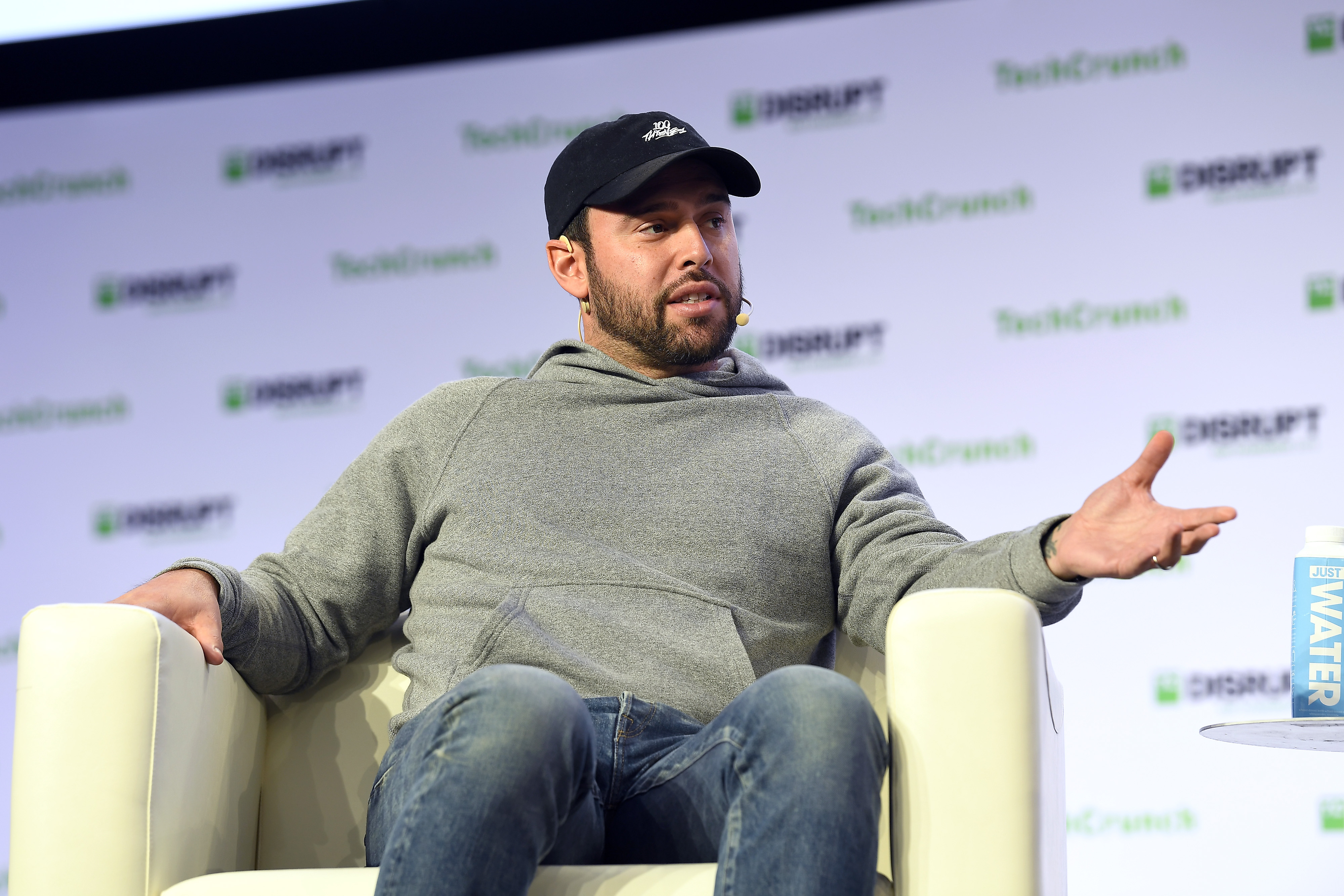
Scooter Braun, quien adquirió Big Machine Records y los másteres de los seis álbumes de Swift, dijo que recibió «amenazas de muerte» de los fanáticos de Swift.

En noviembre de 2019, Swift acusó a Braun y Borchetta de impedir que interpretara sus canciones más antiguas en los Premios American Music de 2019 y de usar material más antiguo para su documental Miss Americana de 2020. Si bien Big Machine Records inicialmente rechazó el reclamo de Swift, luego emitieron un comunicado diciendo que habían «acordado otorgar todas las licencias de las actuaciones de sus artistas para transmitirlas después del programa y para retransmitirlas en plataformas mutuamente aprobadas» para los American Music Awards; la declaración no mencionó a Swift. El comunicado también decía que Big Machine había negociado con el productor de la premiación, Dick Clark Productions; Dick Clark Productions impugnó que alguna vez accedieran a emitir una declaración con Big Machine.
Braun dijo que recibió amenazas de muerte de los fanáticos de Swift y que quería tener una conversación con Swift sobre el tema. En abril de 2020, Big Machine lanzó Live from Clear Channel Stripped 2008, un álbum en vivo de las actuaciones de Swift en un programa de radio de 2008 para Clear Channel. Swift dijo que no autorizó la liberación y lo llamó «codicia desvergonzada».
Dos canciones del álbum Folklore de Swift My Tears Ricochet y Mad Woman hacen, según los críticos, referencia a sus relaciones con Borchetta y Braun.

## Reacciones
Las publicaciones destacaron la oposición pública de Swift a la adquisición de sus másteres como pionera: mientras que la cuestión de la propiedad del máster y los conflictos entre artistas de sellos discográficos como Prince, los Beatles, Janet Jackson y Def Leppard han prevalecido, Swift fue uno de los pocos para hacerlo público. Sus publicaciones en las redes sociales provocaron tanto el apoyo como la oposición de sus contemporáneos; los que apoyaron incluyen a Halsey, Sky Ferreira e Iggy Azalea, quienes citaron la razón de Swift de que los artistas deberían poseer legítimamente su música. Los que se opusieron incluyen a los clientes de Braun, Justin Bieber y Demi Lovato, quienes creían que era un hombre de buen carácter y que la decisión no era personal. En mayo de 2021, Olivia Rodrigo declaró que negoció con su sello discográfico para ser dueña de los másteres de su música, después de observar la batalla de Swift.
Rolling Stone describió la disputa de los másteres como uno de los 50 «momentos más importantes» de la industria de la música en la década de 2010: «Si bien Braun y Borchetta refutan vehementemente [las afirmaciones de Swift], los hechos reales de la situación pueden no importar, ya que Swift usando todas las herramientas que tiene, incluso suplicar directamente a una base de fans entusiasta en busca de ayuda, para establecerse como una artista hecha a sí misma que toma sus propias decisiones». Según The Guardian, la disputa de los másteres de Swift insinuó un cambio en la tecnología digital, donde los artistas están más informados de su propiedad y no dependerían de los sellos discográficos para la comercialización tanto como en el pasado. Variety escribió que el movimiento altamente publicitado de Swift de volver a grabar su catálogo anterior inspiraría a otros artistas a «delegar o convertir en armas a los fanáticos en sus propias disputas comerciales», a diferencia de los intentos comparativamente menos exitosos de los artistas contemporáneos de poseer su música.

## Consecuencias
En octubre de 2020, Braun vendió los másteres, videos y portadas a Shamrock Holdings, una firma de capital privado estadounidense propiedad de Disney, por supuestamente $ 300 millones. Swift afirmó que Braun le ofreció la oportunidad de pujar por sus másteres con la condición de firmar un acuerdo de confidencialidad con respecto a sus declaraciones públicas sobre Braun, a lo que ella se negó. También rechazó una oferta de Shamrock para convertirse en socia de capital, con el argumento de que Braun e Ithaca Holdings continuarían beneficiándose económicamente de su trabajo.

### Regrabaciones
Swift había anunciado en agosto de 2019 que volvería a grabar sus primeros seis álbumes como un medio para poseer por completo su propia música y distribuirla con fines comerciales. Comenzó a regrabar su catálogo atrasado en noviembre de 2020.
En febrero de 2021, Swift anunció que había terminado de volver a grabar su álbum de estudio Fearless y lanzó Love Story (Taylor's Version), una regrabación del sencillo principal del álbum Fearless el 12 de febrero. Luego lanzó otras dos pistas del álbum antes del lanzamiento de Fearless (Taylor's Version) el 9 de abril. Varios críticos de música revisaron positivamente Fearless (Taylor's Version) y elogiaron la decisión de Swift de volver a grabar su música, viéndola como un acto de preservación de los derechos de los artistas. El Fearless original se ubicaba en el número 157 en la lista Billboard 200 de Estados Unidos antes del impacto de Fearless (Taylor's Version), después de lo cual la grabación original cayó un 19 % en ventas y se cayó de la lista por completo, mientras que la regrabación subió al número uno. Ben Sisario de The New York Times opinó que Fearless (Taylor's Version) «logró lo que parecía ser uno de los objetivos de Swift: enterrar el Fearless original».
Finalmente, el 30 de mayo de 2025, Swift anunció que la regrabación de Taylor Swift (Taylor's Version) estaba completa, sin embargo Reputation (Taylor's Version) no había alcanzado "ni un cuarto" de su producción. Este anuncio llegó adjunto al de la compra de sus másteres originales a Shamrock Holdings. La revista Billboard anunció que el precio de compra estaría cerca a los $360 millones, cifra similar a la que Shamrock Holdings adquirió originalmente los másteres.